# Gare de l'Est (métro de Paris)
Pour les articles homonymes, voir Gare de l'Est.
Gare de l'Est est une station des lignes 4, 5 et 7 du métro de Paris, située dans le 10e arrondissement de Paris, en France.

## Situation
Les stations des trois lignes sont situées devant la gare de l'Est à l'intersection de la rue du 8-Mai-1945 et du boulevard de Strasbourg, la ligne 4 selon un axe nord/sud et les lignes 5 et 7 selon un axe est/ouest.

## Histoire

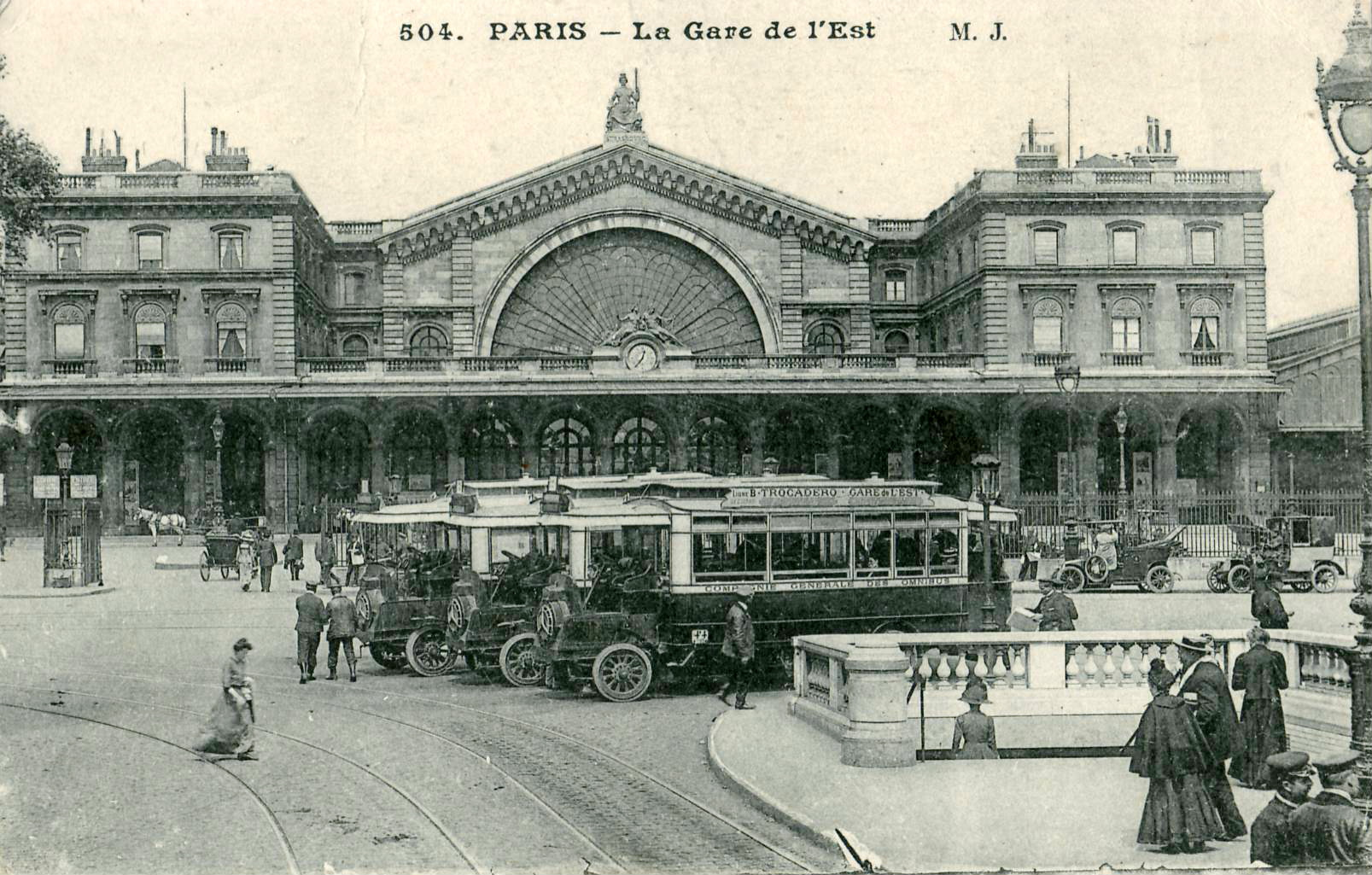
Sortie de la station, au temps des autobus de la Compagnie générale des omnibus (CGO).

La station porte le nom de la gare de l'Est sous laquelle elle est construite. Son nom complet est d'ailleurs Gare de l'Est - Verdun, du nom de l'avenue de Verdun toute proche.
La station de la ligne 4 fut rénovée en style « Motte » en 1977, avec carreaux orange très clair aux tympans, faisant suite à l'un des trois prototypes de station de ce type de 1974 (Pont-Neuf).
De septembre 2006 à juin 2007, la gare de l'Est ainsi que sa station de métro ont subi une grande rénovation grâce aux plans « Gares en mouvement » et « Un métro + beau », afin d'accueillir dans une gare plus belle et plus moderne le TGV Est.
Sur les quais des lignes 5 et 7, le carrelage orange et la peinture bleue ont laissé place au carrelage blanc traditionnel. Les lampes ont également été remplacées, et le dernier modèle de sièges « smiley » a été installé. Enfin, la typographie « Parisine » a remplacé la typographie « Motte », symbolisant ainsi la fin des travaux sur les quais. La nouvelle signalétique aux normes a été installée partout dans la station.
Seuls de légers changements sont intervenus sur les quais de la ligne 4, mis à part le remplacement du carrelage orange « Motte » aux extrémités des quais et le passage d'une couche de peinture sur le carrelage abîmé de la voûte pour masquer les infiltrations.
En 2019, 22 443 106 voyageurs sont entrés à cette station ce qui la place à la cinquième position des stations de métro pour sa fréquentation.
En 2020, avec la crise du Covid-19, 11 715 190 voyageurs sont entrés dans cette station ce qui la place à la cinquième position des stations de métro pour sa fréquentation.
En 2021, la fréquentation remonte progressivement, avec 15 538 471 voyageurs qui sont entrés dans cette station ce qui la place à la cinquième position des stations de métro pour sa fréquentation.

## Services aux voyageurs

### Accès
La station comporte huit accès :
- Accès no 1 « rue d'Alsace » 48° 52′ 36″ N, 2° 21′ 29″ E
- Accès no 2 « SNCF Gare de l'Est » 48° 52′ 36″ N, 2° 21′ 33″ E
- Accès no 3 « place du 11-Novembre-1918 » 48° 52′ 34″ N, 2° 21′ 32″ E
- Accès no 4 « rue du Faubourg-Saint-Martin » 48° 52′ 33″ N, 2° 21′ 33″ E
- Accès no 5 « rue du 8-Mai-1945 » 48° 52′ 33″ N, 2° 21′ 32″ E
- Accès no 6 « boulevard de Strasbourg » 48° 52′ 33″ N, 2° 21′ 30″ E
- Accès no 7 « terre-plein » 48° 52′ 33″ N, 2° 21′ 29″ E
- Accès no 8 « boulevard de Magenta » 48° 52′ 34″ N, 2° 21′ 27″ E

Accès à la station
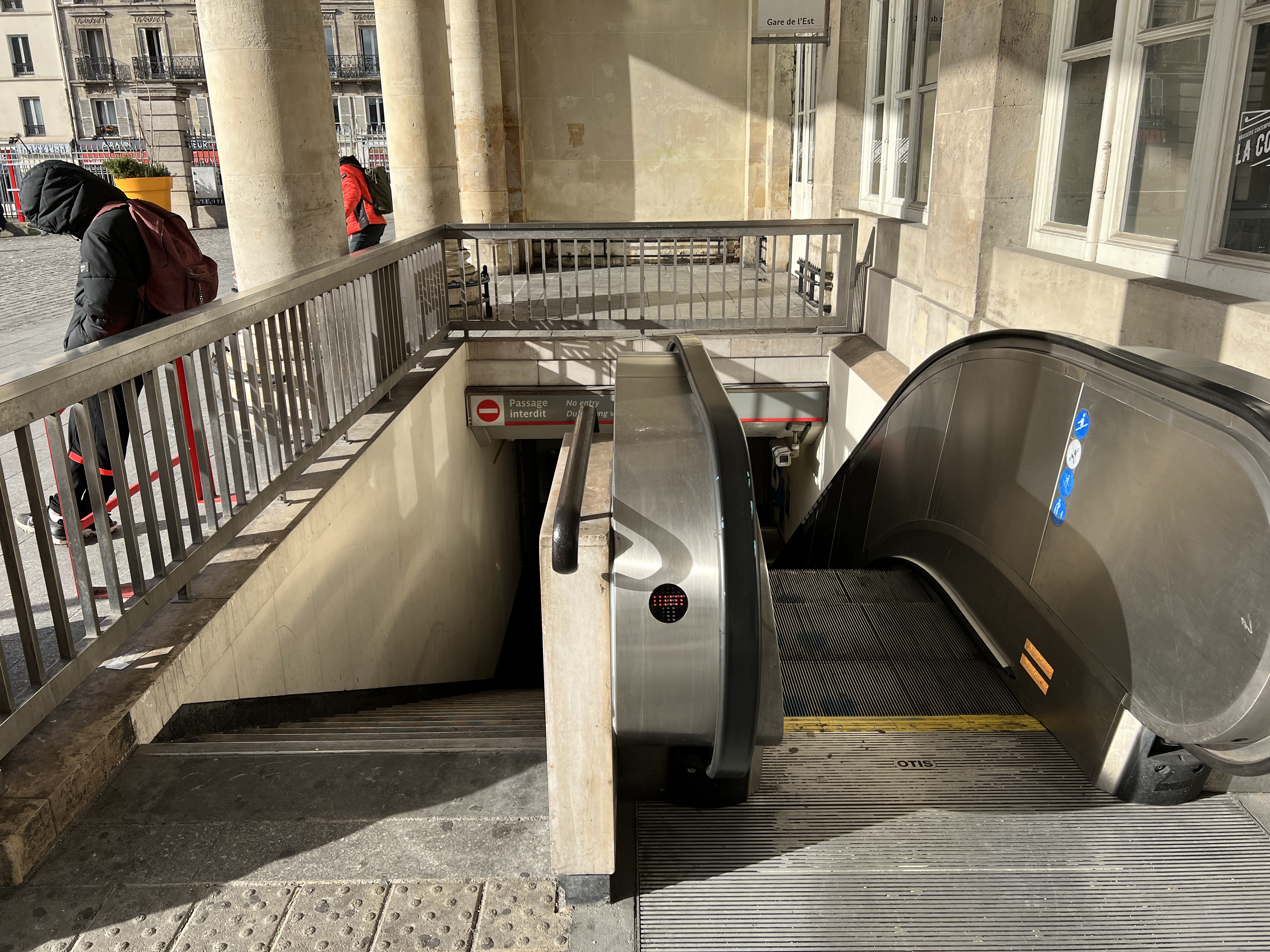
L'accès no 1 « Rue d'Alsace ».
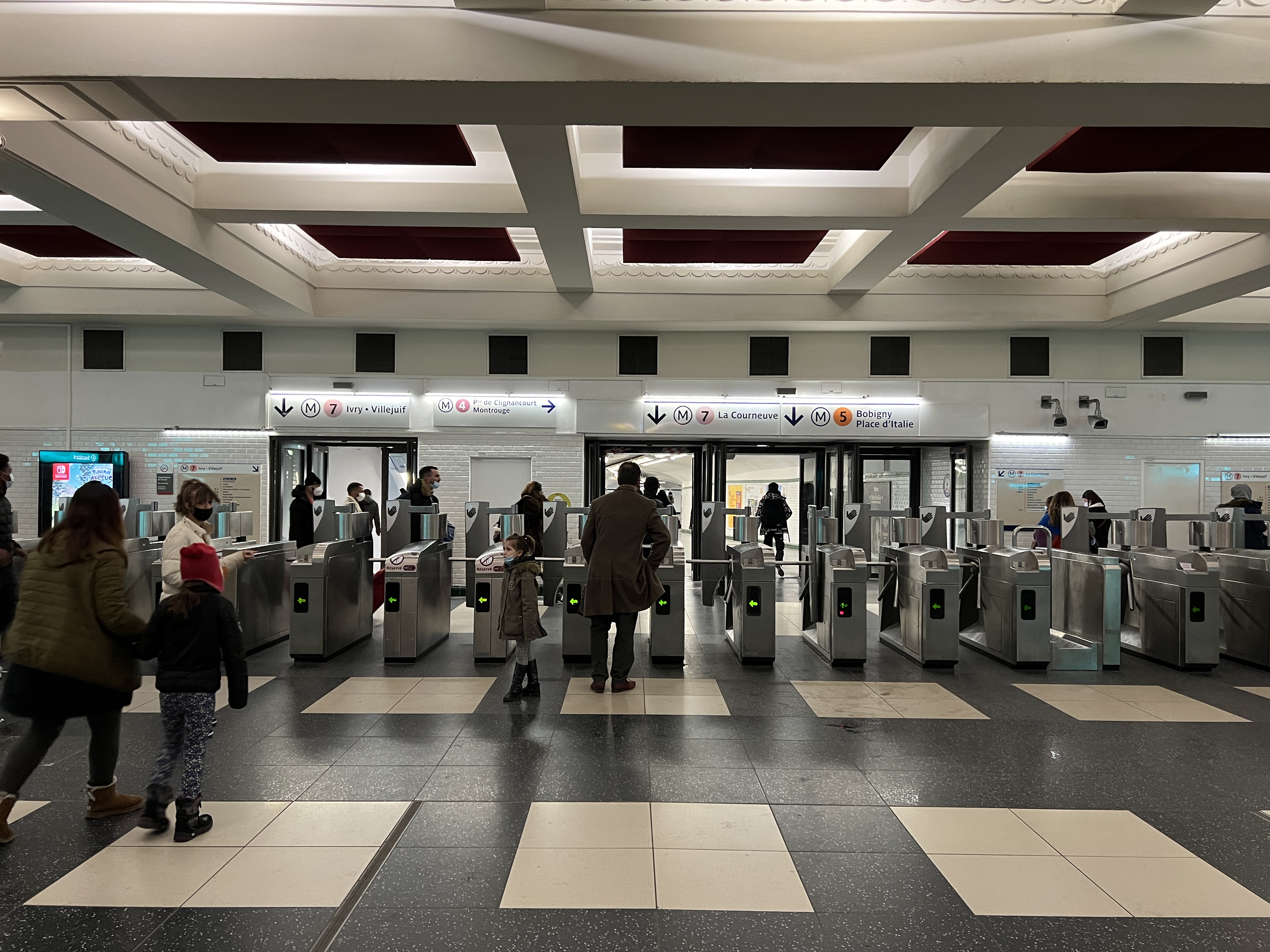
L'accès no 2 « SNCF Gare de l'Est ».
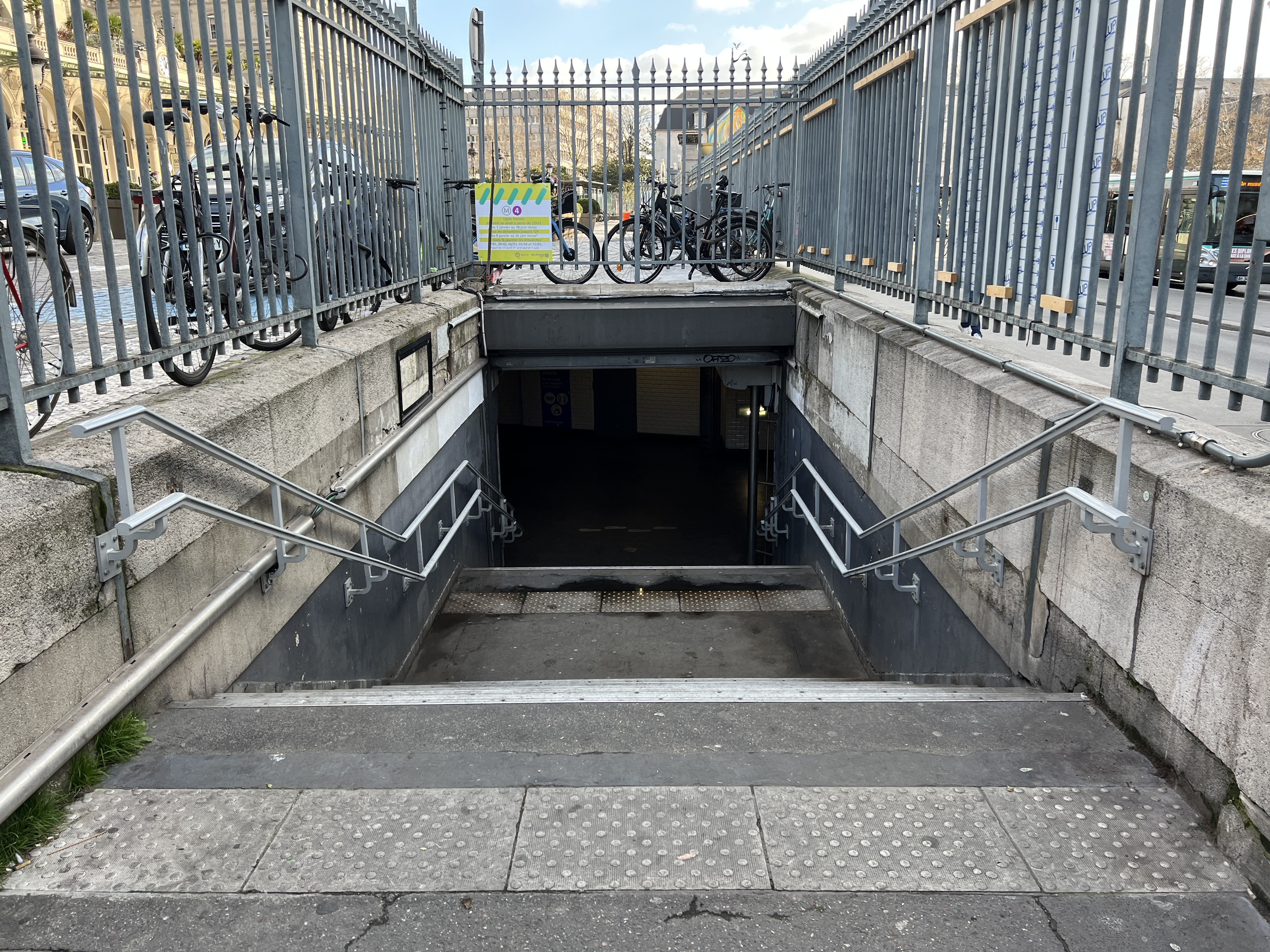
L'accès no 3 « Place du 11-Novembre-1918 ».
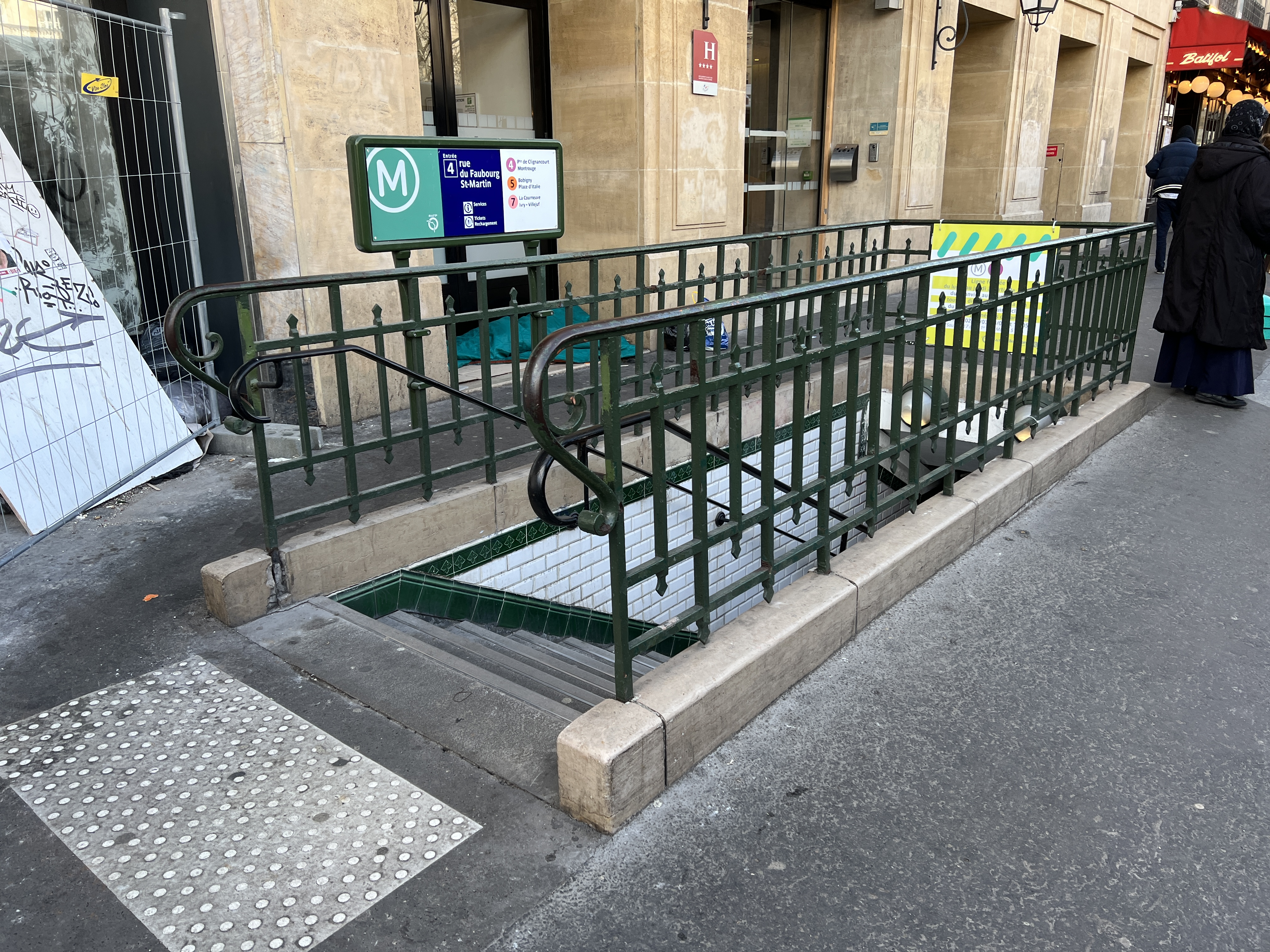
L'accès no 4 « Rue du Faubourg-Saint-Martin ».
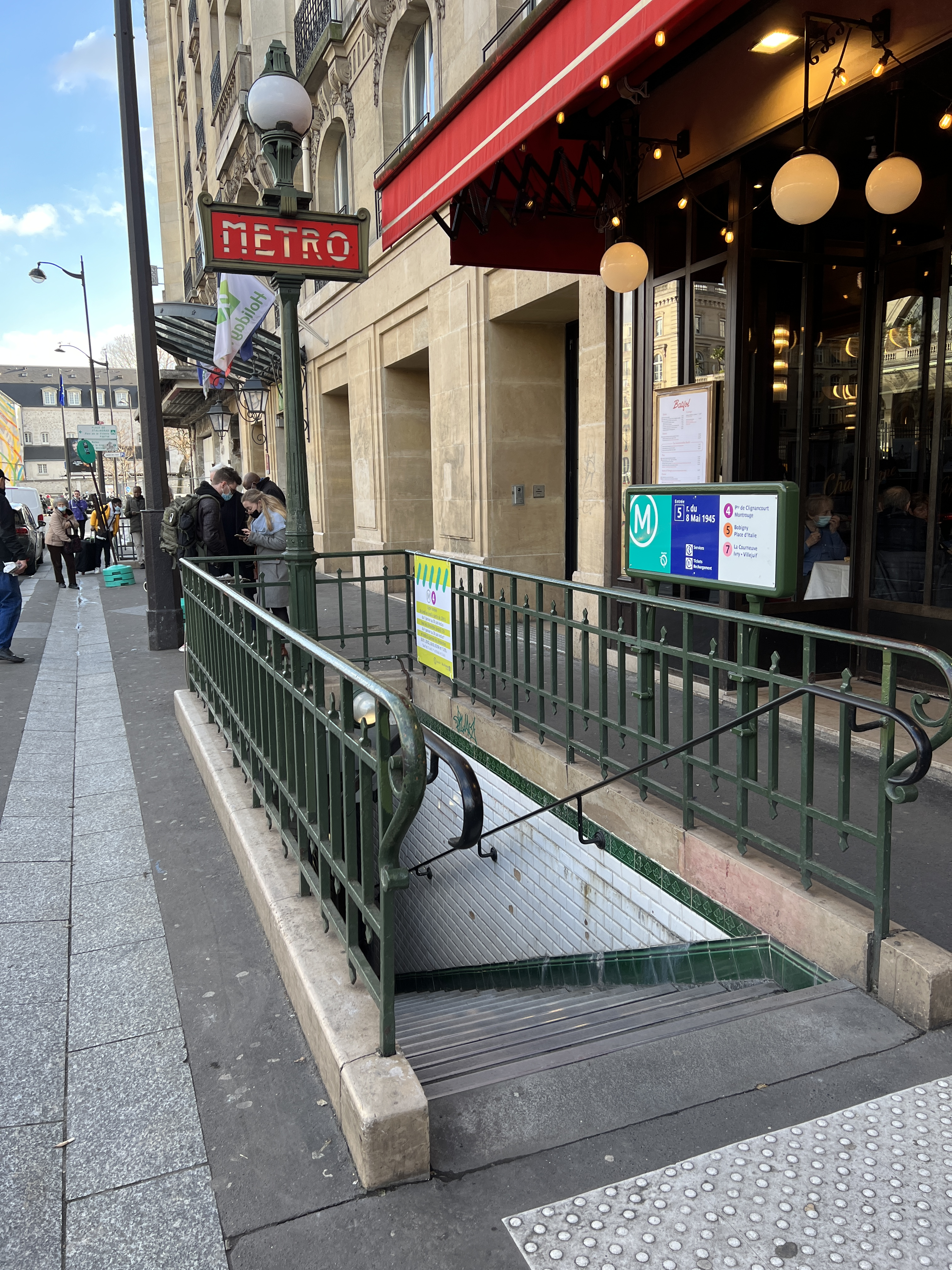
L'accès no 5 « Rue du 8-Mai-1945 ».
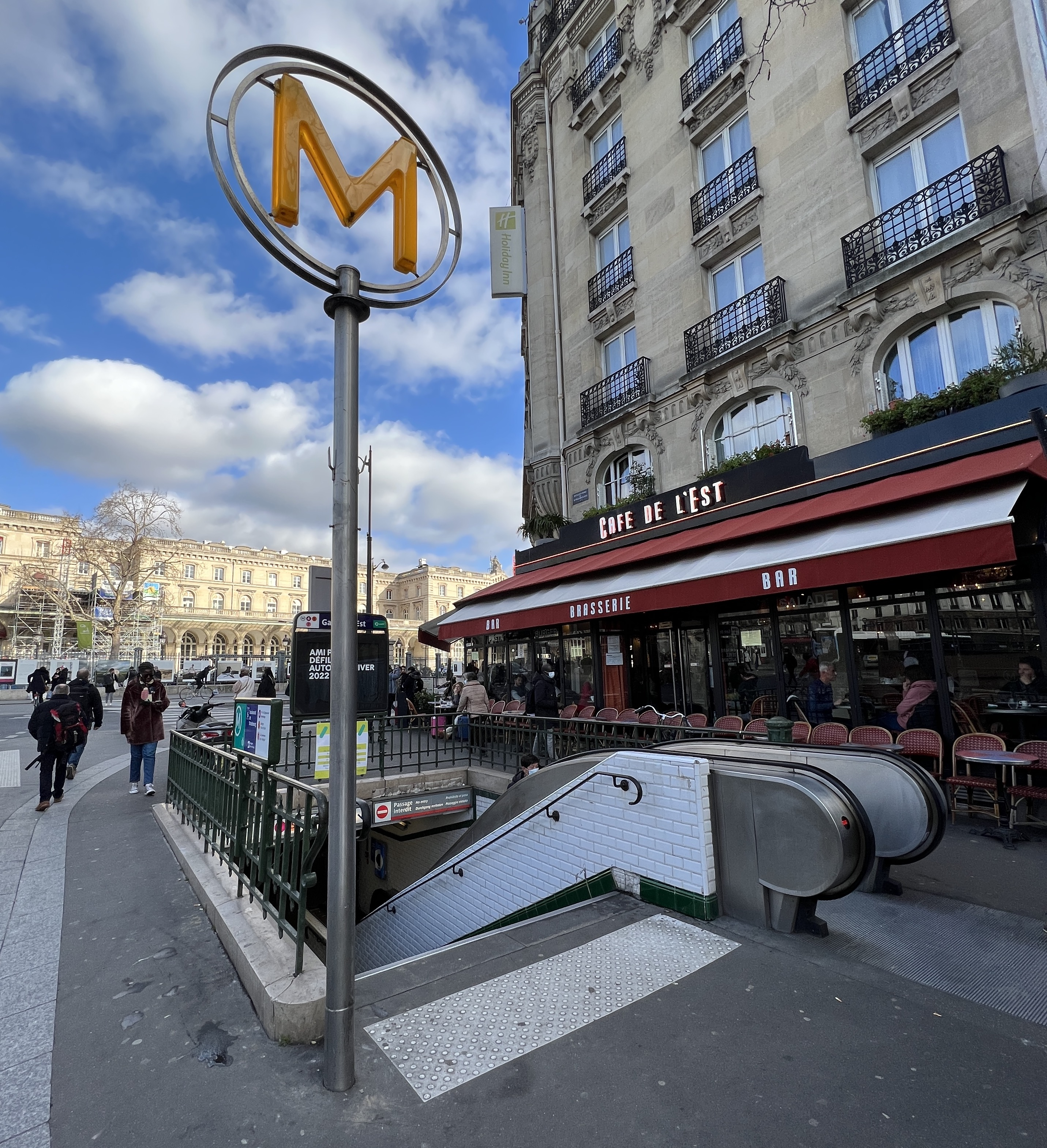
L'accès no 6 « Boulevard de Strasbourg ».
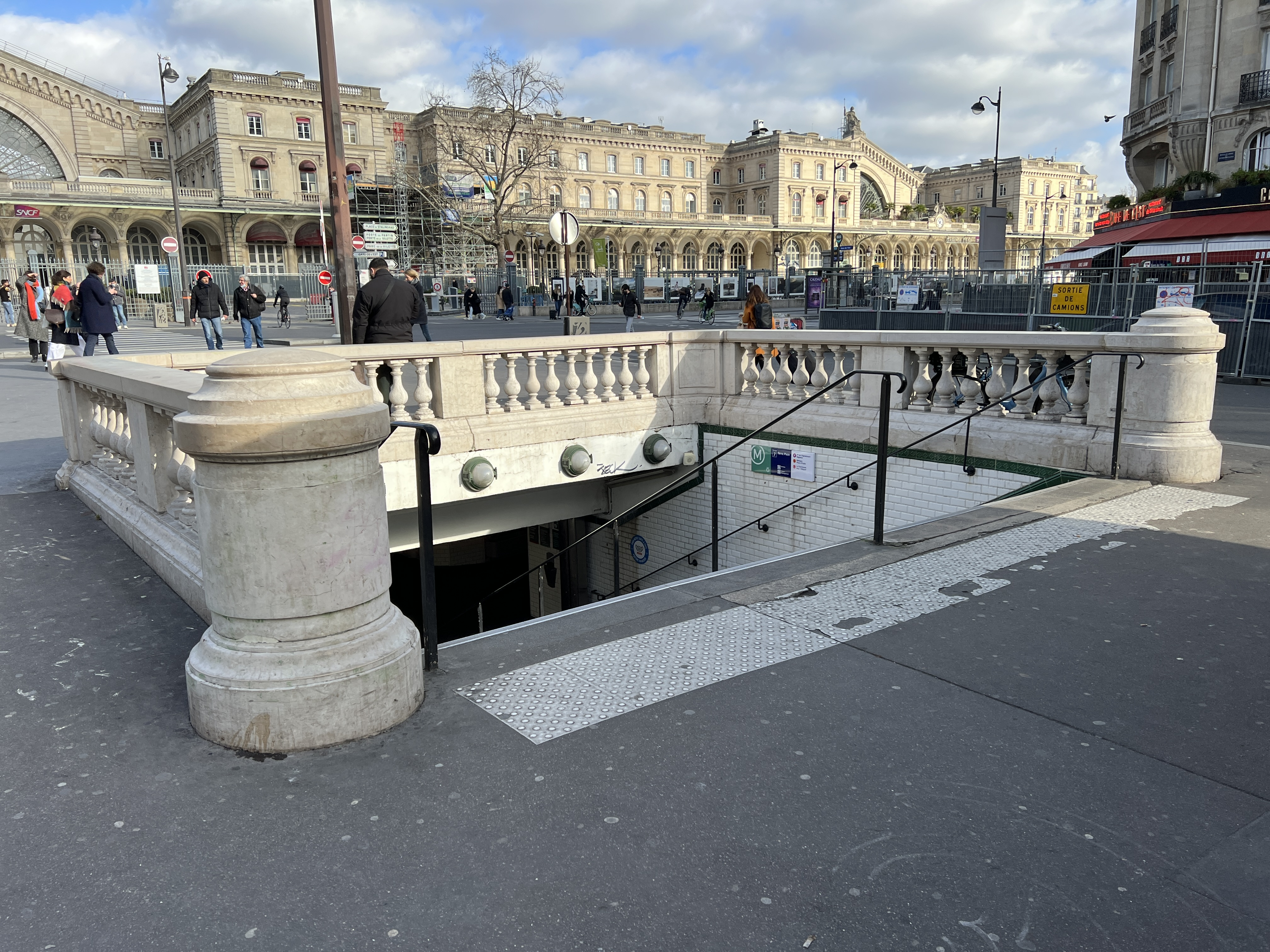
L'accès no 7 « Terre-Plein ».
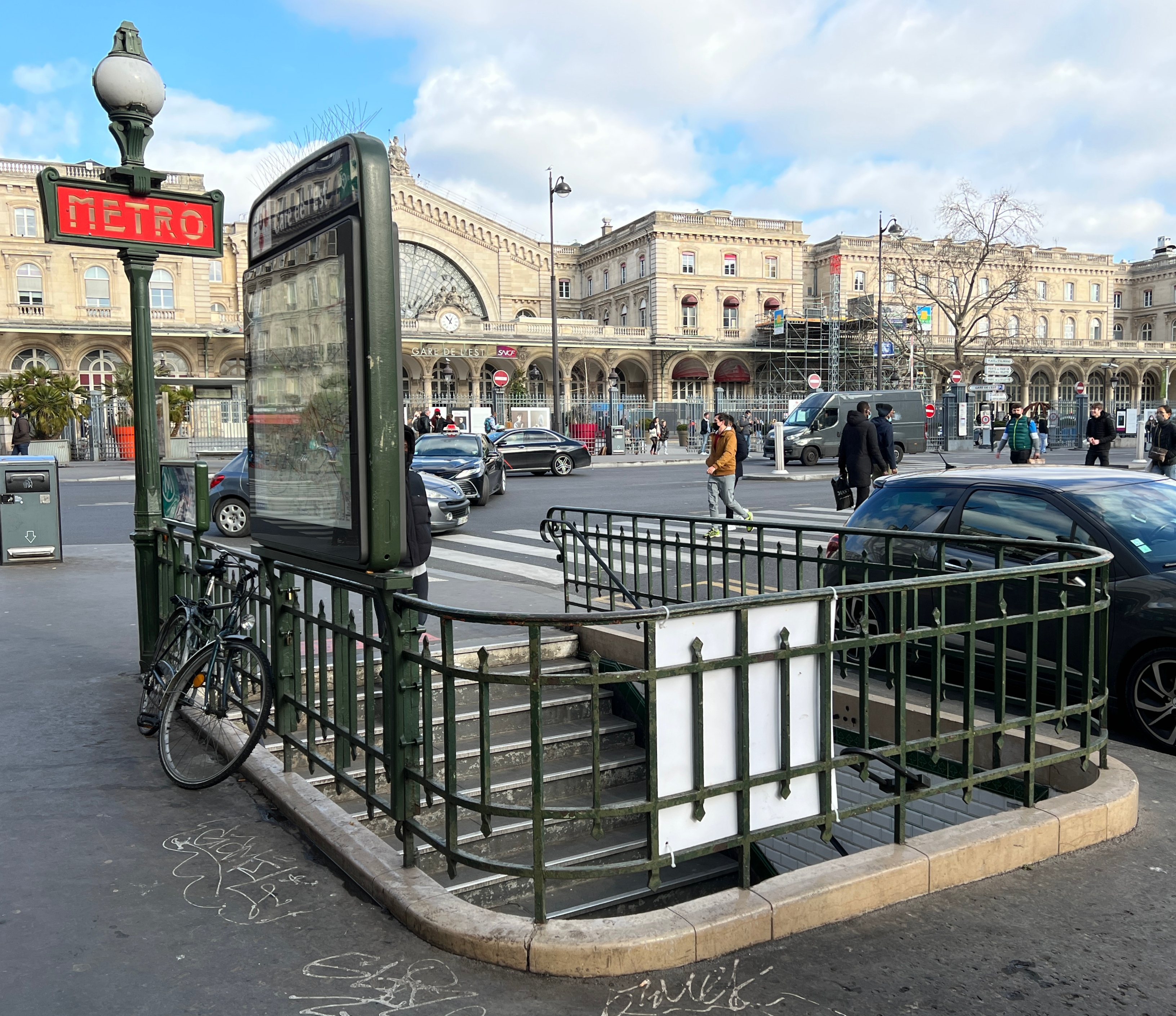
L'accès no 8 « Boulevard de Magenta ».

### Quais
Les voies des lignes 5 et 7 constituent un ensemble à trois quais et quatre voies : deux quais latéraux et un quai central commun aux lignes 5 (direction Bobigny - Pablo Picasso) et 7 (direction La Courneuve - 8 Mai 1945) entre les deuxième et troisième voies.
La station de la ligne 4 possède une configuration standard à deux quais encadrant deux voies mais présente une particularité : sa voûte est interrompue dans sa partie centrale, du fait de la présence au-dessus de la station des deux autres lignes. Celles-ci passent en effet sur un « pont » perpendiculaire à la ligne 4, ce qui donne un « plafond » plat.
Dans le cadre de l'automatisation de la ligne 4, ses quais ont été rehaussés du 26 au 28 août 2016 afin de recevoir des portes palières. Ces dernières sont installées entre mai et juillet 2020.

Les quais
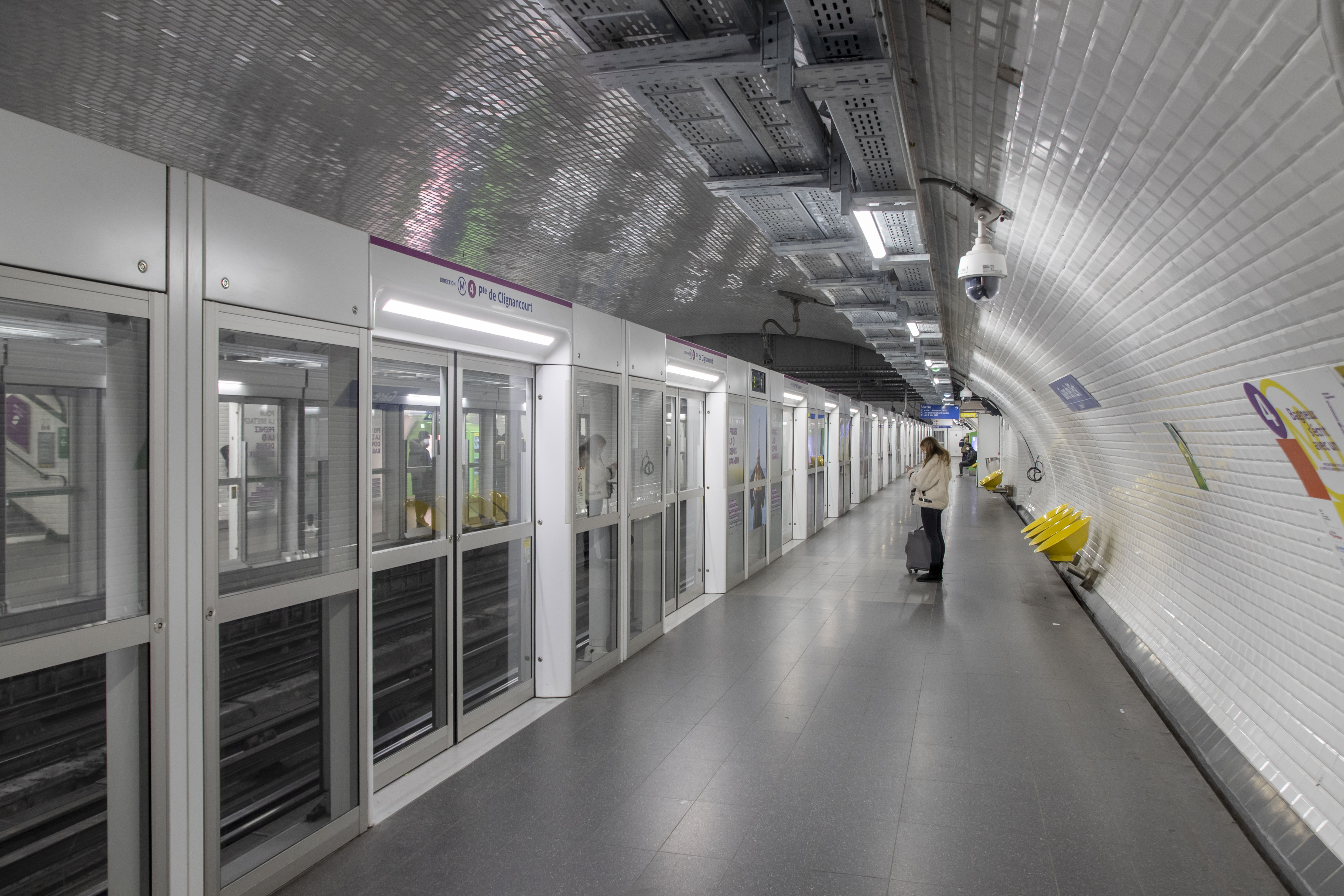
La station de la ligne 4 à la suite de l'installation des portes palières.
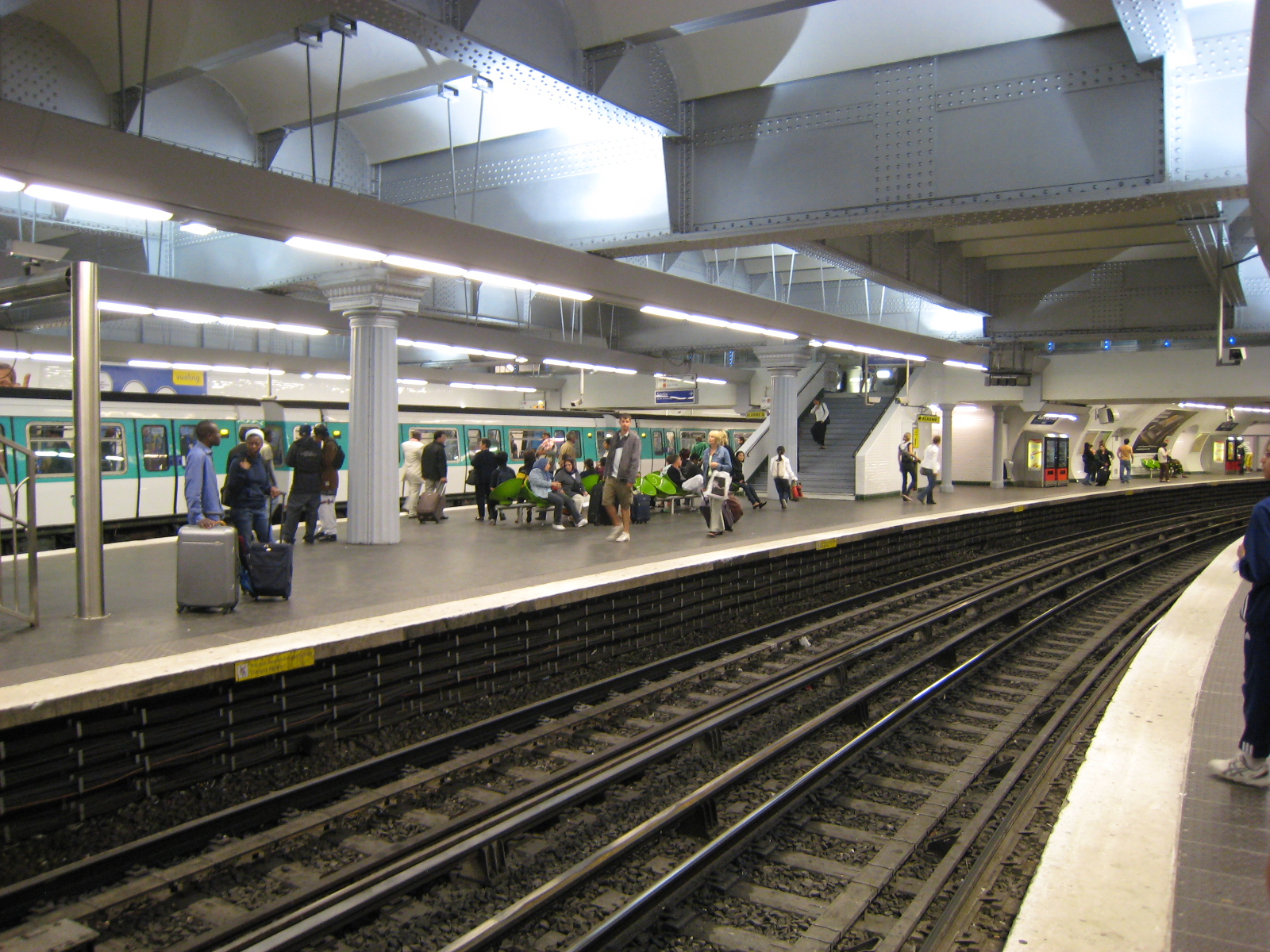
Quais des lignes 5 et 7 qui partagent un espace commun.
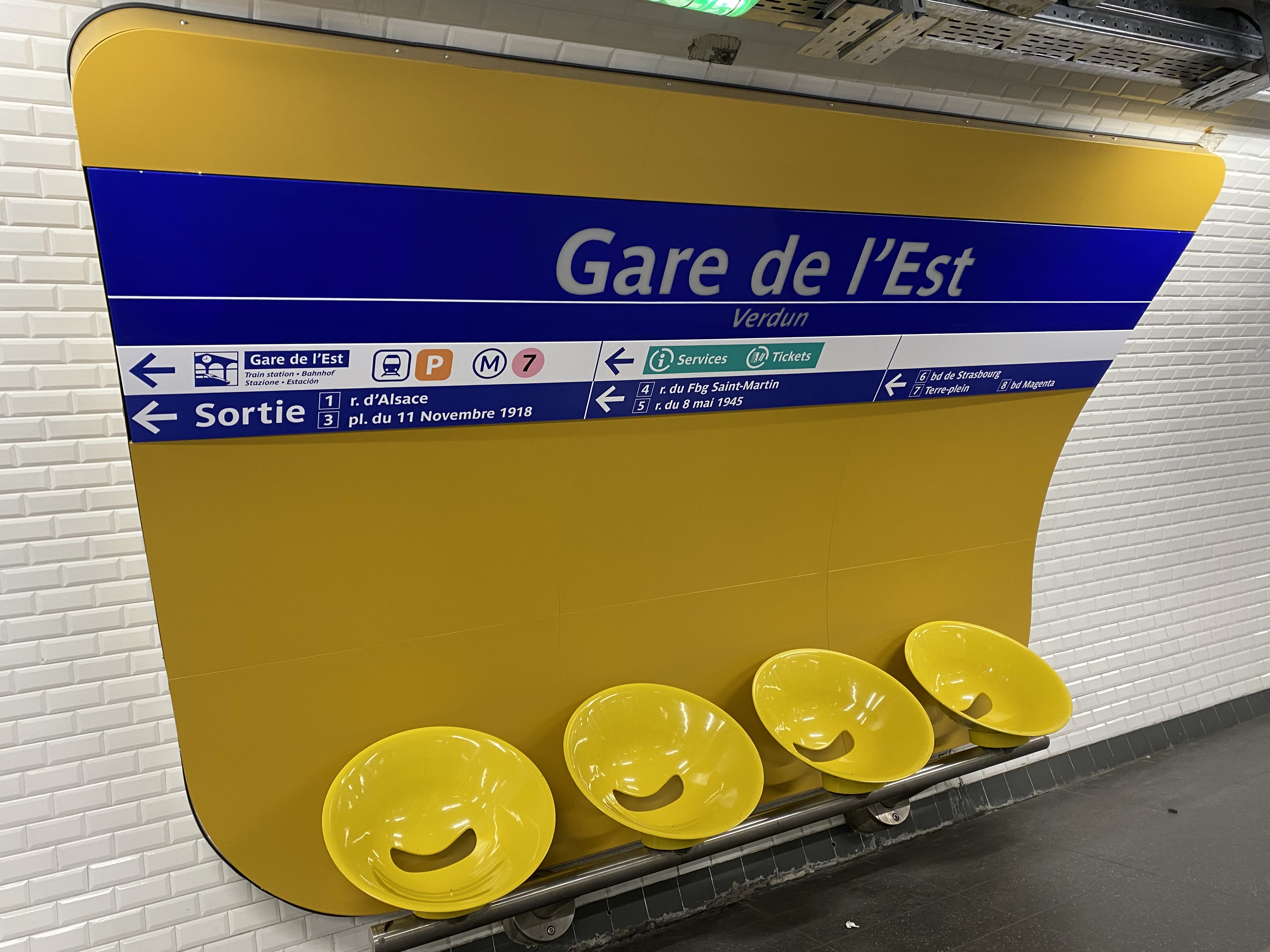
Plaque émaillée sur la ligne 4 portant le nom de la station.

### Intermodalité
La station est desservie par les lignes 31, 32, 38, 39, 46, 54, 56 et 91 du réseau de bus RATP et, la nuit, par les lignes N01, N02, N13, N14, N41, N42, N43, N44, N45, N140, N141, N142, N143, N146, N147 et N148 du réseau Noctilien.
Comme son nom l'indique, la station est en liaison avec la gare ferroviaire de Paris-Est. Les plans de la ligne 7 du métro indiquent également une correspondance avec la ligne E du RER à la gare de Magenta, bien qu'il faille emprunter la voie publique pour la rejoindre. Cette correspondance à distance n'apparaît pas sur les plans des lignes 4 et 5, une correspondance directe avec la ligne E du RER pouvant être effectuée à Gare du Nord.

## À proximité
- Gare de Paris-Est
- Jardin Villemin - Masha Jîna Amini
- Square Saint-Laurent
- Square Alban-Satragne
- Canal Saint-Martin
- Square des Récollets
- Anciens magasins de vente des faïenceries de Choisy-le-Roi (abritant Le Manoir de Paris entre 2011 et 2021)